# Franz Höbling

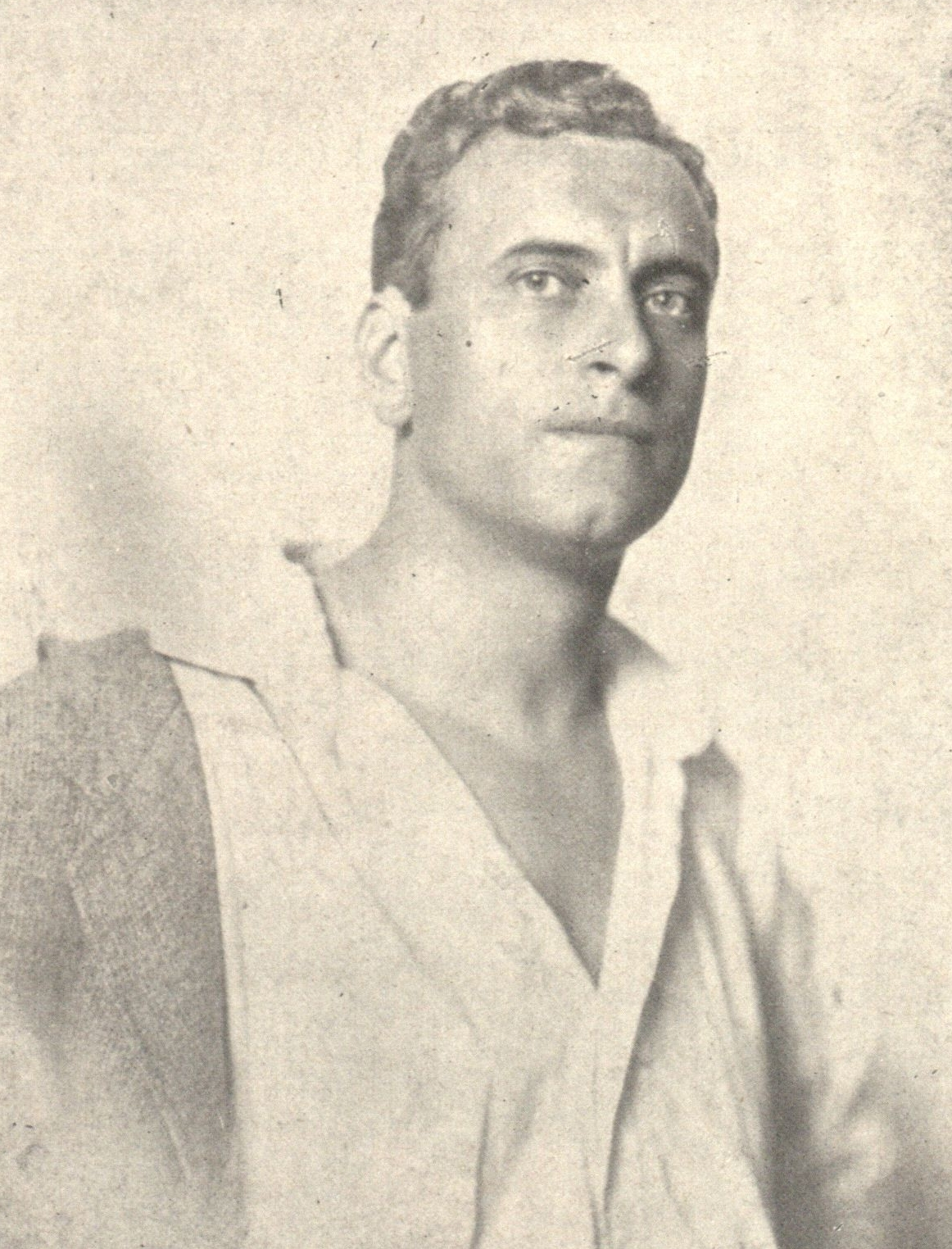
Aufnahme aus 1918

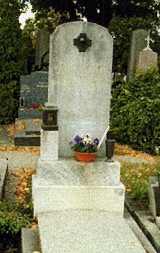
Grabstätte von Franz Höbling

Franz Höbling (* 9. September 1886 in Wien, Österreich-Ungarn; † 14. Februar 1965 in Wien, Österreich) war ein österreichischer Opernsänger (Bass), Theater- und Stummfilmschauspieler.

## Leben
Der Sohn eines Postbeamten war zunächst ebenfalls im Beruf seines Vaters tätig. Er machte aber schon im Alter von 17 Jahren in Znaim seine ersten Schauspielversuche. Von 1904 bis 1906 absolvierte er seine Ausbildung am Konservatorium der Gesellschaft der Musikfreunde in Wien. Er ging dann an das Neue Schauspielhaus (Berlin-Schöneberg), 1910 ans Theater in der Josefstadt und war ab 1911 über 50 Jahre (bis zu seinem Tod) Mitglied im Ensemble des Wiener Burgtheaters. Ihm wurde der Titel Hofschauspieler verliehen.
Höbling war ein Darsteller jugendlicher Helden, Liebhaber und vielschichtiger Charaktere, in seinem Repertoire fanden sich Karl Moor, Holofernes, Egmont, Orest, Don Juan, Jago und Mephisto. Er sang auch mehrfach Opernpartien an der Staats- und Volksoper in Wien. Seine Filmkarriere dauerte nur von 1915 bis 1923, wobei die Stummfilmdiva Magda Sonja häufig seine Filmpartnerin war.
Höbling betätigte sich auch als Lyriker und war Mitarbeiter des Neuen Wiener Journals.
Seine ehrenhalber gewidmete Grabstätte befindet sich auf dem Ottakringer Friedhof (Gruppe J, Nummer 57) in Wien.

## Filmografie
- 1915: Das Kriegspatenkind
- 1917: Der Brief einer Toten
- 1918: Der Stärkere
- 1919: Das Haupt der Medusa
- 1919: Todestreue
- 1919: Alte Zeit – neue Zeit
- 1919: Der Traum im Walde
- 1919: Die Seele des Mörders
- 1920: Die arge Nonne
- 1921: Das grinsende Gesicht
- 1921: Die Jüdin von Toledo
- 1922: Der hinkende Teufel
- 1922: Hütet eure Töchter
- 1923: Knock-out!